# Super Noisy Nova
《Super Noisy Nova》（スーパー・ノイジー・ノヴァ）是聲優團體sphere的第2張單曲。2009年7月29日由Lantis發行。

## 概要
- 分2種類型發行分別初回限定盤DVD和通常盤。

## 收錄曲

### 通常盤
1. Super Noisy Nova [4:21]
  - 作詞：畑亞貴、作曲：rino、編曲：虹音
  - 電視動畫《浪漫追星社》主題歌
  - 音樂情報節目《Run Run LAN!》2009年7月・8月度主題歌
2. Dangerous girls [3:53]
  - 作詞：畑亞貴、作曲・編曲：黑須克彦
  - PSP《劍與魔法與學院2》印象歌
3. Super Noisy Nova (off vocal)
4. Dangerous girls (off vocal)

### DVD（初回限定盤）
1. Super Noisy Nova (Music Clip)

## 外部連結
- （日語）Pl@net sphere（页面存档备份，存于）（sphere 官方網站）